# 16-я кавалерийская Сибирская дивизия
16-я кавалерийская Сибирская дивизия — это воинское соединение РККА 1935—1940

## История дивизии
Сформирована 14 ноября 1935 года на базе 4-й Сибирской кавалерийской бригады в Пскове.
В 1935 году вошла в состав вновь сформированного 5-го кавалерийского корпуса.
В 1938 году в составе 5-го кавкорпуса переброшена на Украину.
В сентябре-октябре 1939 года участвовала в Освободительном походе в Западную Украину в составе 5-го кавкорпуса.
11 октября 1939 года передана в состав 4-го кавалерийского корпуса с дислокацией Галич, Станиславув, Нижнюв, Монастежиски.
К июлю 1940 года дислоцировалась в Станиславе.
7 июля 1940 года обращена на формирование автобронетанковых войск КОВО и Закавказского военного округа. Управление переформировано в управление 6-й отдельной танковой дивизии; 9-й и 41-й кавалерийские полки — в 6-й моторизованный полк 6-й танковой дивизии; 53-й и 146-й кавалерийские полки — в 3-й мотоциклетный полк 4-го механизированного корпуса; 39-й танковый полк обращен на формирование танкового полка 15-й танковой дивизии; 23-й конный артиллерийский дивизион развернут в 6-й гаубичный артиллерийский полк 6-й танковой дивизии ЗакВО.

## Состав

### На 1935 год
- Управление
- 66 кавалерийский полк
- 70 кавалерийский полк
- 72 кавалерийский полк
- ? кавалерийский полк
- 16 механизированный полк
- 16 конно-артиллерийский полк
- 16 отдельный саперный эскадрон
- 16 отдельный эскадрон связи

### На 1940 год
- Управление
- 9 кавалерийский полк
- 41 кавалерийский полк
- 53 кавалерийский полк
- 146 кавалерийский полк
- 39 танковый полк
- 23 отдельный конно-артиллерийский дивизион
- отдельный саперный эскадрон
- отдельный эскадрон связи

## Командиры

### Командиры дивизии
- 14.11.1935 — 09.06.1938 — Гонин, Василий Матвеевич, с 26.11.1935 комбриг, с 17.02.1938 комдив;
- 31.10.1938 — 06.07.1940 — Бикжанов, Ибрагим Паскаевич, комбриг.

### Начальники штаба
- 1935 — 07.1937 — Мельник, Кондрат Семенович, полковник, с 14.06.1937 комбриг;
- 10.09.1937 — 26.03.1938 — Мороз, Василий Константинович, майор, с 21.02.1938 полковник;,
- 1938 — Пипин, Рафаил Иванович майор;
- 20.06.1938 — 30.12.1939 — Ильинский, Константин Николаевич, майор;
- 29.02.1940 — ? — Липатов, Константин Сергеевич полковник.